# Juan Felipe Ibarra megye
Juan Felipe Ibarra egy megye Argentína északi részén, Santiago del Estero tartományban. Székhelye Suncho Corral.

## Népesség
A megye népessége a közelmúltban a következőképpen változott:
| Év   | Lakosság |
| ---- | -------- |
| 2001 | 16 926   |
| 2010 | 18 051   |